# Jean François Auguste Le Dentu
Jean François Auguste Le Dentu, né le 21 juin 1841 à Basse-Terre et mort le 23 octobre 1926 à Paris, était un chirurgien français.

## Biographie
Né en Guadeloupe, issu de la famille Le Dentu. À partir de 1863, il est interne en médecine à Paris, puis aide-anatomiste (1864) et prosecteur à la faculté de médecine (1867). En 1867, il obtient son doctorat avec une thèse sur la circulation veineuse du pied et de la jambe, puis, deux ans plus tard, son agrégation de chirurgie avec le mémoire Des anomalies du testicule. En 1872, il devient chirurgien au Bureau central, puis est promu chirurgien des hôpitaux en 1876. Par la suite, il est nommé professeur à la faculté de médecine de Paris ; deuxième chaire de chirurgie clinique à l'hôpital Necker (1890-1904), puis chaire de chirurgie clinique à l'Hôtel-Dieu (1904-1908). Le Dentu est connu pour ses contributions dans le domaine de la neurochirurgie ; en 1875, il a été crédité de la première guérison par néphrectomie en France, et en 1898, avec Joaquín Albarrán, il a réalisé la première néphrourectomie pour un cancer urothélial des voies supérieures,,.

## Travaux
Le Dentu est l'auteur de nombreux articles dans les domaines de la chirurgie et de l'urologie. Avec Pierre Delbet et d'autres, il a publié le Traité de chirurgie clinique et opératoire (1901) en plusieurs volumes. Il a contribué de manière significative au Nouveau dictionnaire de médecine et de chirurgie de Sigismond Jaccoud. Parmi les autres publications de Le Dentu, on peut citer :
- Traité des maladies des voies urinaires, 1868-1881
- Contribution à l'histoire de l'extraction des calculs du rein, 1882
- Contribution à l'histoire de l'extraction des calculs du rein. Néphrectomie, 1885
- Néphrectomie. Affections chirurgicales des reins, des uretères et des capsules surrénales, 1889
- Affections chirurgicales des reins, des uretères et des capsules surrénales.
- Du traitement des affections inflammatoires des annexes de l'utérus, 1892
- Traitement des maladies inflammatoires des annexes de l'utérus.

## Pour approfondir